# Rémi Gaillard
Rémi Gaillard (Montpellier, 7 de fevereiro de 1975) é um youtuber e humorista francês conhecido por ser profissional em truques. Os vídeos publicados no seu site, denominado Nimportequi, e posteriormente no YouTube, tiveram grande impacto primeiramente na França e depois em todo o mundo. Seus vídeos consistem em situações hilariantes, os chamados "apanhados", por vezes levadas ao extremo, tendo já sido expulso por seguranças dos lugares em que se encontra ou detido pela polícia.
Os seus apanhados surgem de formas variadas, o que faz com que seja muito imprevisível: ou protagoniza personagens que se infiltram em programas televisivos e/ou concursos (ao que ele chama de "Intrusos"), ou mascara-se e cria situações ridículas e/ou embaraçosas para as pessoas que o rodeiam, entre outros. Os seus vídeos são feitos apenas por uma câmara de filmar banal manipulada pelo seu amigo Grégory Laffargue.

## Sketchs
Uma das mais conhecidas aparições de Rémi Gaillard foi na final da Copa da França de 2002, em que fingiu ser um jogador da equipe vencedora, o Lorient, infiltrando-se no meio da comemoração da equipe, cumprimentando o então presidente francês Jacques Chirac (no qual este lhe diz que jogou muito bem), indo depois para o gramado, onde correu ao lado dos jogadores que comemoravam a conquista (sem que eles não suspeitassem de nada), chegando até mesmo a agarrar e erguer a Taça ganha. Depois desta sucessão de momentos hilariantes, ainda deu uma entrevista para a televisão que julgou que ele seria um dos jogadores, e saiu gloriosamente do estádio para dar autógrafos aos torcedores da equipe vencedora, sem que ninguém desse conta que ele não passava de um intruso. Estes momentos foram transmitidos ao vivo pela emissora que transmitia a partida.

## Notoriedade
No dia 16 de agosto de 2010, Rémi Gaillard alcançou a marca de 749 milhões de visualizações de vídeos no seu site oficial.
Em 2007, Gaillard foi patrocinado pela marca de sumos Orangina, em que Rémi gravou uns sketchs em que se fingia de cowboy que simulava rodeos em cima de pessoas que passavam nas ruas, e pela marca de equipamentos desportivos Nike, em que Rémi gravou um dos seus vídeos mais conhecidos, no qual chutava bolas de futebol para sites caricatos.
Já em 2008, associou-se ao distribuidor de pneus Euromaster. Atualmente é patrocinado pela empresa austríaca Bwin e pela sul-coreana LG.
Em junho de 2014 apareceu em um vídeo na qual ele homenageia as 32 seleções da Copa do Mundo FIFA de 2014, encenando truques incríveis e inimagináveis com a bola.
Realizou uma ação de adoção animal em novembro de 2016, na cidade de Montpellier, passando cinco dias num canil com mais de 300 cachorros abandonados. Além disso, estimulou a adoção de mais de 150 cães e gatos e arrecadou cerca de 200 mil euros para ajudar nos custos de outros canis locais.